# Lijst van voormalige local service districts in Newfoundland en Labrador
Dit is een lijst van voormalige local service districts in Newfoundland en Labrador, de oostelijkste provincie van Canada.
Redenen waarom local service districts (LSD's) in de loop van hun bestaan ophielden met bestaan zijn onder meer de creatie van een nieuw fusie-LSD, de omvorming van een LSD tot een gemeente of de annexatie door een gemeente of ander LSD. In sommige gevallen zijn LSD's opgeheven zonder enige vorm van vervangend bestuur. In een beperkt aantal gevallen gebeurde dat in het kader van een hervestiging.
| Naam                                       | Censusdivisie  | Oprichting | Opheffing | Nieuwe status                                                                     |
| ------------------------------------------ | -------------- | ---------- | --------- | --------------------------------------------------------------------------------- |
| Brighton                                   | Divisie Nr. 8  | 1981       | 1985      | Omgevormd tot een gemeente.                                                       |
| Brigus Junction                            | Divisie Nr. 1  | 1986       | 2005      | Opgeheven zonder vervangend bestuur.                                              |
| Burnt Point-Gull Island-Northern Bay       | Divisie Nr. 1  | 2003       | 2019      | Opgeheven zonder vervangend bestuur.                                              |
| Charlottetown                              | Divisie Nr. 10 | 1982       | 1988      | Omgevormd tot een gemeente.                                                       |
| Croque                                     | Divisie Nr. 9  | 1988       | 2006      | Opgeheven zonder vervangend bestuur.                                              |
| Deep Bay                                   | Divisie Nr. 8  | 1981       | 2006      | Opgeheven zonder vervangend bestuur.                                              |
| Elliott's Cove                             | Divisie Nr. 7  | 1982       | 1983      | Deel gaan uitmaken van nieuw LSD Elliott's Cove-Snook's Harbour-Aspey Brook       |
| Elliott's Cove-Snook's Harbour-Aspey Brook | Divisie Nr. 7  | 1983       | 1996      | Deel gaan uitmaken van nieuw LSD Random Island West.                              |
| Fairbanks                                  | Divisie Nr. 8  | 1990       | 1991      | Deel gaan uitmaken van nieuw LSD Fairbanks-Hillgrade.                             |
| Flat Bay Brook River                       | Divisie Nr. 4  | 1985       | 2005      | Opgeheven zonder vervangend bestuur.                                              |
| Fortune Harbour                            | Divisie Nr. 8  | 1987       | 2005      | Opgeheven zonder vervangend bestuur.                                              |
| George's Brook                             | Divisie Nr. 7  | 1987       | 2005      | Deel gaan uitmaken van nieuw LSD George's Brook-Milton.                           |
| George's Brook-Milton                      | Divisie Nr. 7  | 2005       | 2018      | Omgevormd tot een gemeente.                                                       |
| Grand Beach                                | Divisie Nr. 2  | 1987       | 2013      | Opgeheven zonder vervangend bestuur.                                              |
| Grand Bruit                                | Divisie Nr. 3  | 1983       | 2010      | Hervestiging van de nederzetting.                                                 |
| Harcourt                                   | Divisie Nr. 7  | 1986       | 1986      | Deel gaan uitmaken van nieuw LSD Harcourt-Monroe-Waterville.                      |
| Harcourt-Monroe-Waterville                 | Divisie Nr. 7  | 1986       | 2013      | Deel gaan uitmaken van nieuw LSD Smith Sound.                                     |
| Hillview                                   | Divisie Nr. 7  | 1994       | 1999      | Deel gaan uitmaken van nieuw LSD Hillview-Adeytown.                               |
| Hillview-Adeytown                          | Divisie Nr. 7  | 1999       | 2013      | Deel gaan uitmaken van nieuw LSD Hillview-Adeytown-Hatchet Cove-St. Jones Within. |
| Humber Village                             | Divisie Nr. 5  | 1996       | 2002      | Opgeheven zonder vervangend bestuur.                                              |
| Island Harbour                             | Divisie Nr. 8  | 1983       | 2006      | Opgeheven zonder vervangend bestuur.                                              |
| Michael's Harbour                          | Divisie Nr. 8  | 1987       | 2005      | Opgeheven zonder vervangend bestuur.                                              |
| Muddy Brook                                | Divisie Nr. 7  | 1989       | 1996      | Geannexeerd door de gemeente Port Blandford.                                      |
| Nicholsville                               | Divisie Nr. 5  | 1986       | 1993      | Geannexeerd door de gemeente Deer Lake.                                           |
| North West Brook                           | Divisie Nr. 7  | 1988       | 1999      | Deel gaan uitmaken van nieuw LSD North West Brook-Ivany's Cove.                   |
| North West Brook-Ivany's Cove              | Divisie Nr. 7  | 1999       | 2010      | Deel gaan uitmaken van bestaand LSD Random Sound West.                            |
| Petites                                    | Divisie Nr. 3  | 1983       | 2006      | Hervestiging van de nederzetting.                                                 |
| Queen's Cove                               | Divisie Nr. 7  | 1990       | 2010      | Deel gaan uitmaken van bestaand LSD Random Sound West.                            |
| Riverhead                                  | Divisie Nr. 1  | 1988       | 1994      | Geannexeerd door de gemeente Harbour Grace.                                       |
| Sandy Cove                                 | Divisie Nr. 9  | 1991       | 1991      | Opgeheven zonder vervangend bestuur.                                              |
| St. Julien's                               | Divisie Nr. 9  | 1993       | 2006      | Opgeheven zonder vervangend bestuur.                                              |
| Savage Cove                                | Divisie Nr. 9  | 1986       | 1994      | Deel gaan uitmaken van nieuwe gemeente Savage Cove-Sandy Cove.                    |
| Ship Cove-Lower Cove                       | Divisie Nr. 4  | 1984       | 1996      | Deel gaan uitmaken van nieuw LSD Ship Cove-Lower Cove-Jerry's Nose.               |
| Snook's Arm                                | Divisie Nr. 8  | 1982       | 2017      | Hervestiging van de nederzetting.                                                 |
| Spillway                                   | Divisie Nr. 5  | 1981       | 1993      | Geannexeerd door de gemeente Deer Lake.                                           |
| Stag Harbour                               | Divisie Nr. 8  | 1993       | 2006      | Opgeheven zonder vervangend bestuur.                                              |
| Swift Current                              | Divisie Nr. 2  | 1988       | 2024      | Deel gaan uitmaken van nieuw LSD Swift Current-Black River.                       |
| The Thicket                                | Divisie Nr. 1  | 1986       | 1993      | Geannexeerd door de gemeente Harbour Grace.                                       |
| William's Harbour                          | Divisie Nr. 10 | 1982       | 2017      | Hervestiging van de nederzetting.                                                 |